# Béthune
Béthune (niederländisch Betun) ist eine französische Stadt mit 25.342 Einwohnern (Stand 1. Januar 2022) im Département Pas-de-Calais in der Region Hauts-de-France. Sie gehört zum Arrondissement Béthune und zum Gemeindeverband Béthune-Bruay, Artois-Lys Romane.

## Geographie
Die Stadt Béthune liegt im Westen des Nordfranzösischen Kohlereviers, 85 Kilometer südsüdöstlich von Calais und 35 Kilometer nördlich von Arras. Die Stadt wird nördlich vom Canal d’Aire (deutsch 'La Bassée-Kanal') umgangen, der im Rahmen einer Kette von Kanälen, die für Schiffe mit einer Ladekapazität von bis zu 3000 Tonnen ausgebaut wurden, den Großschifffahrtsweg Dünkirchen-Schelde bildet. Die ursprüngliche Streckenführung des Kanals hat die Stadt durchquert und ist in der Peripherie noch erhalten. Der Fluss Lawe fließt Richtung Nordosten durch die Stadt.

## Geschichte
Im Spanischen Erbfolgekrieg wurde die Festung 1710 erfolgreich von Marlborough und Prinz Eugen belagert.
Während des Ersten Weltkriegs wurde Béthune nicht von der deutschen Armee besetzt. Im Oktober 1914 konnten die Alliierten die deutschen Truppen acht Kilometer vor Béthune stoppen. Während der Frühjahrsoffensive 1918 beschossen sie das Zentrum von Béthune mit zahlreichen Granaten und Brandgeschossen. Mehr als vier Tage lang stand die Stadt in Flammen. Die Artillerie machte den Grand’Place und seine Umgebung dem Erdboden gleich. Nur der im 14. Jahrhundert aus Sandstein erbaute Belfried blieb – als Ruine – stehen. Insgesamt wurde ein Viertel der Bauwerke komplett zerstört oder stark beschädigt, auch das Rathaus.
Später wurde das Zentrum in malerischem Stil (u. a. hohe Fassadengiebel mit Ornamentverzierungen aus dem Art déco und dem flämischen Stil) wiederaufgebaut.
Im Zweiten Weltkrieg stand Béthune vom Juni 1940 bis zum Herbst 1944 unter deutscher Besatzung.

### Bevölkerungsentwicklung
| Jahr                       | 1962   | 1968   | 1975   | 1982   | 1990   | 1999   | 2006   | 2016   | 2022   |
| -------------------------- | ------ | ------ | ------ | ------ | ------ | ------ | ------ | ------ | ------ |
| Einwohner                  | 23.445 | 27.154 | 26.982 | 25.508 | 24.556 | 27.808 | 26.472 | 25.430 | 25.342 |
| Quellen: Cassini und INSEE |        |        |        |        |        |        |        |        |        |

## Sport
Die „Bergarbeiter-Fußballer“ des 1902 gegründeten Stade Béthune haben insbesondere in den Jahrzehnten vor Einsetzen des wirtschaftlichen Strukturwandels in der Region (ab Anfang der 1960er) eine bedeutende Rolle im französischen Amateurfußball gespielt und wurden zweimal (1938 und 1949) Amateurmeister Frankreichs.

## Sehenswürdigkeiten

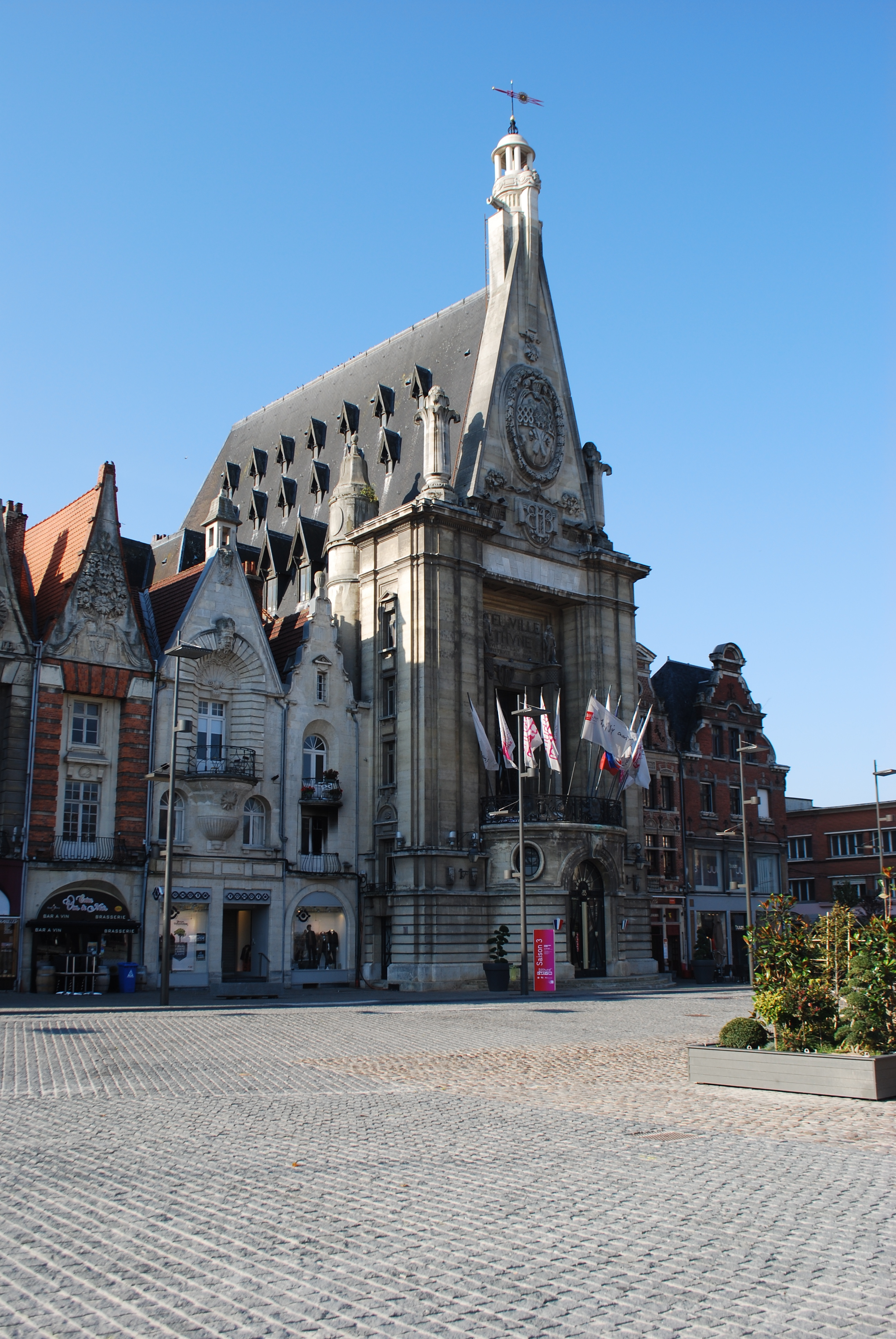
Rathaus (Hôtel de ville)
- Belfried
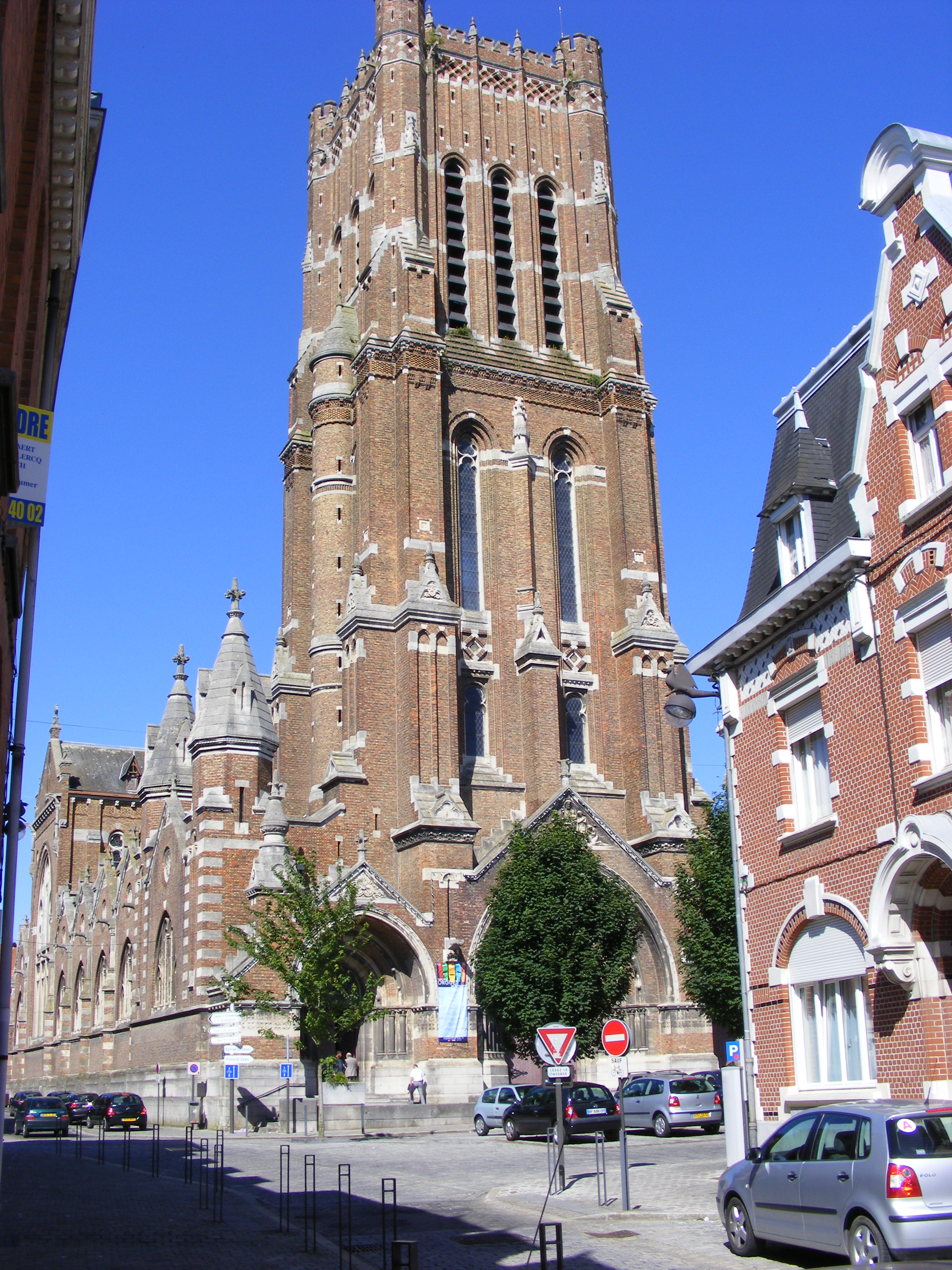
Kirche Saint-Vaast
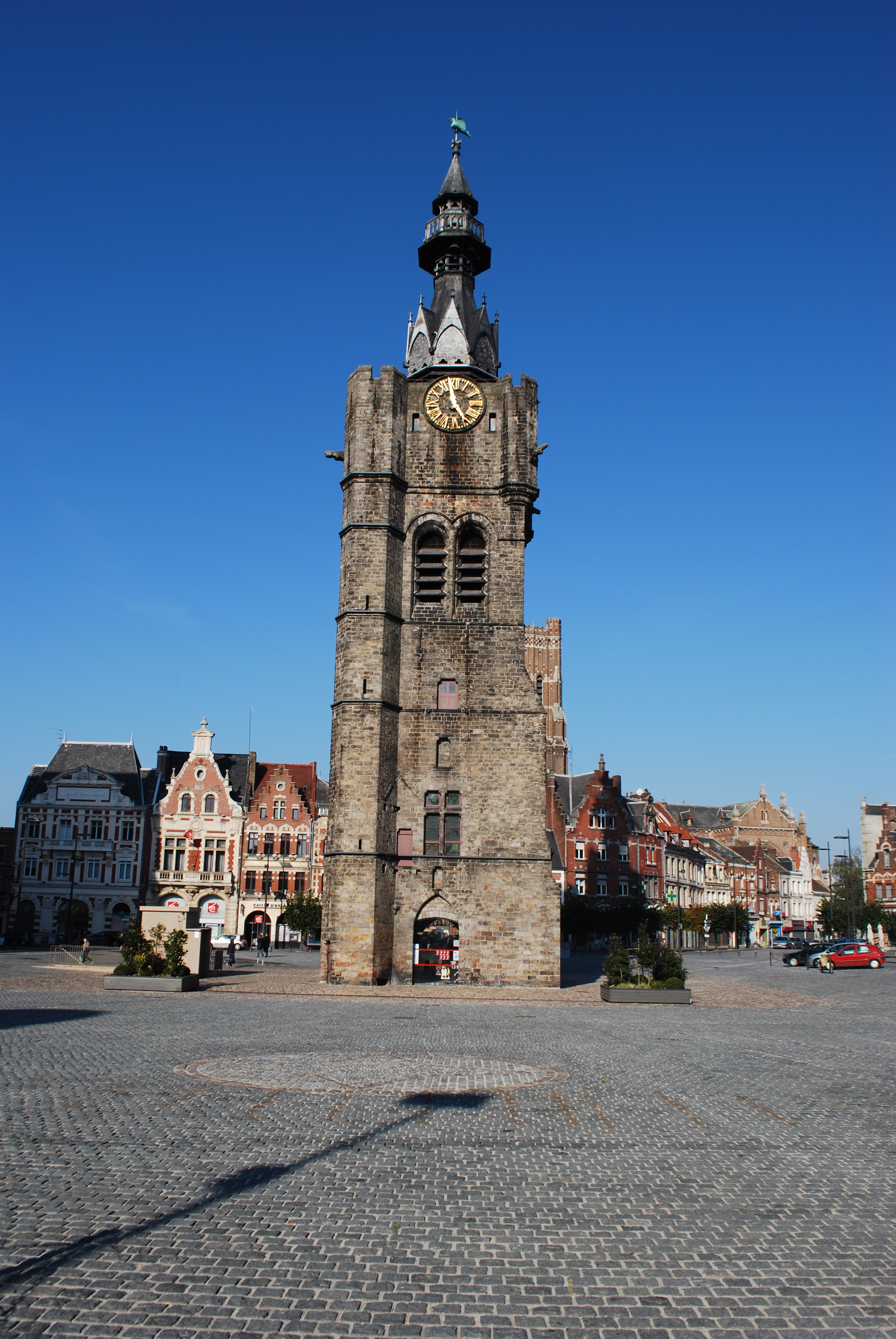
Belfried
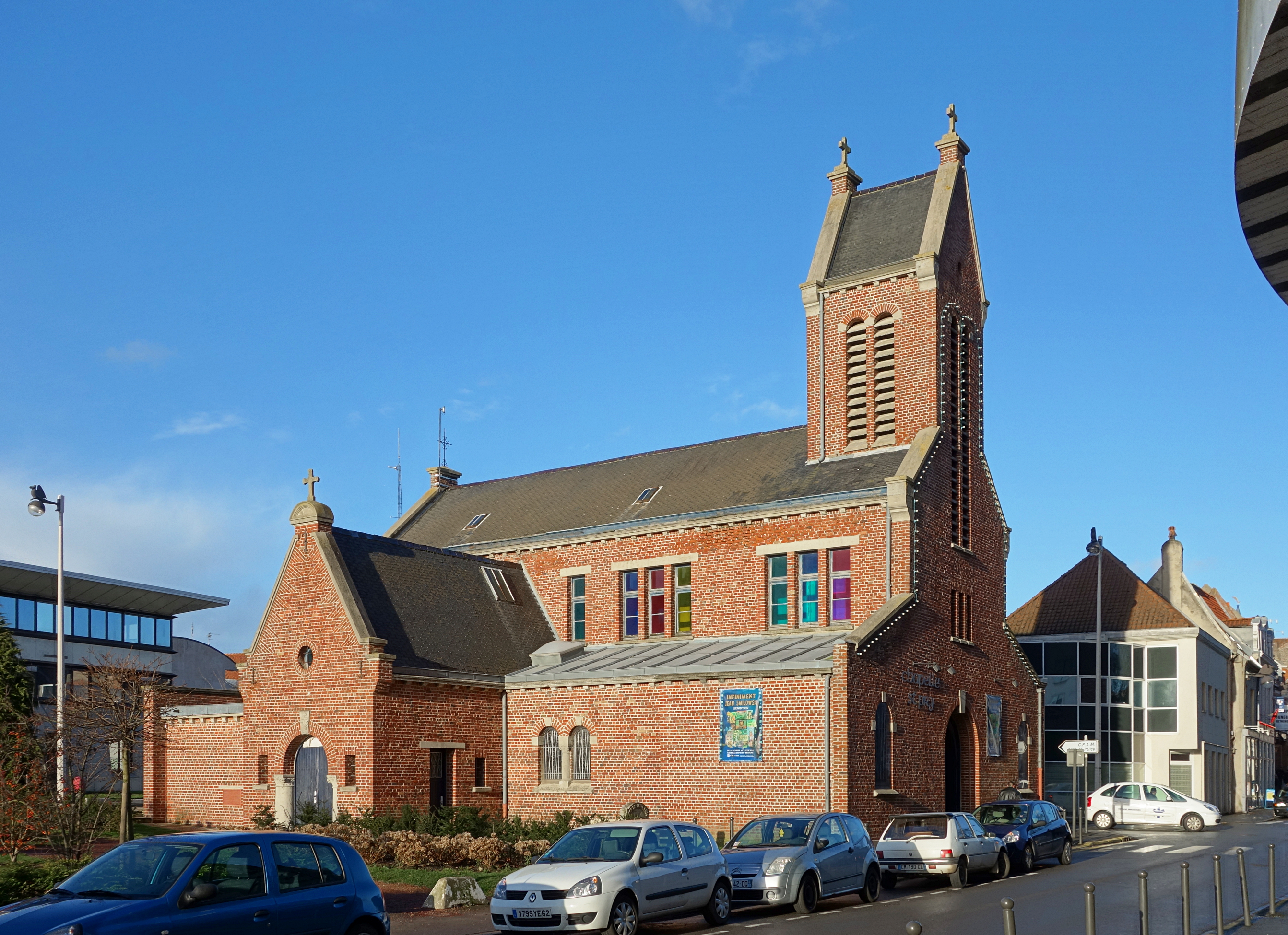
Kapelle Saint-Pry
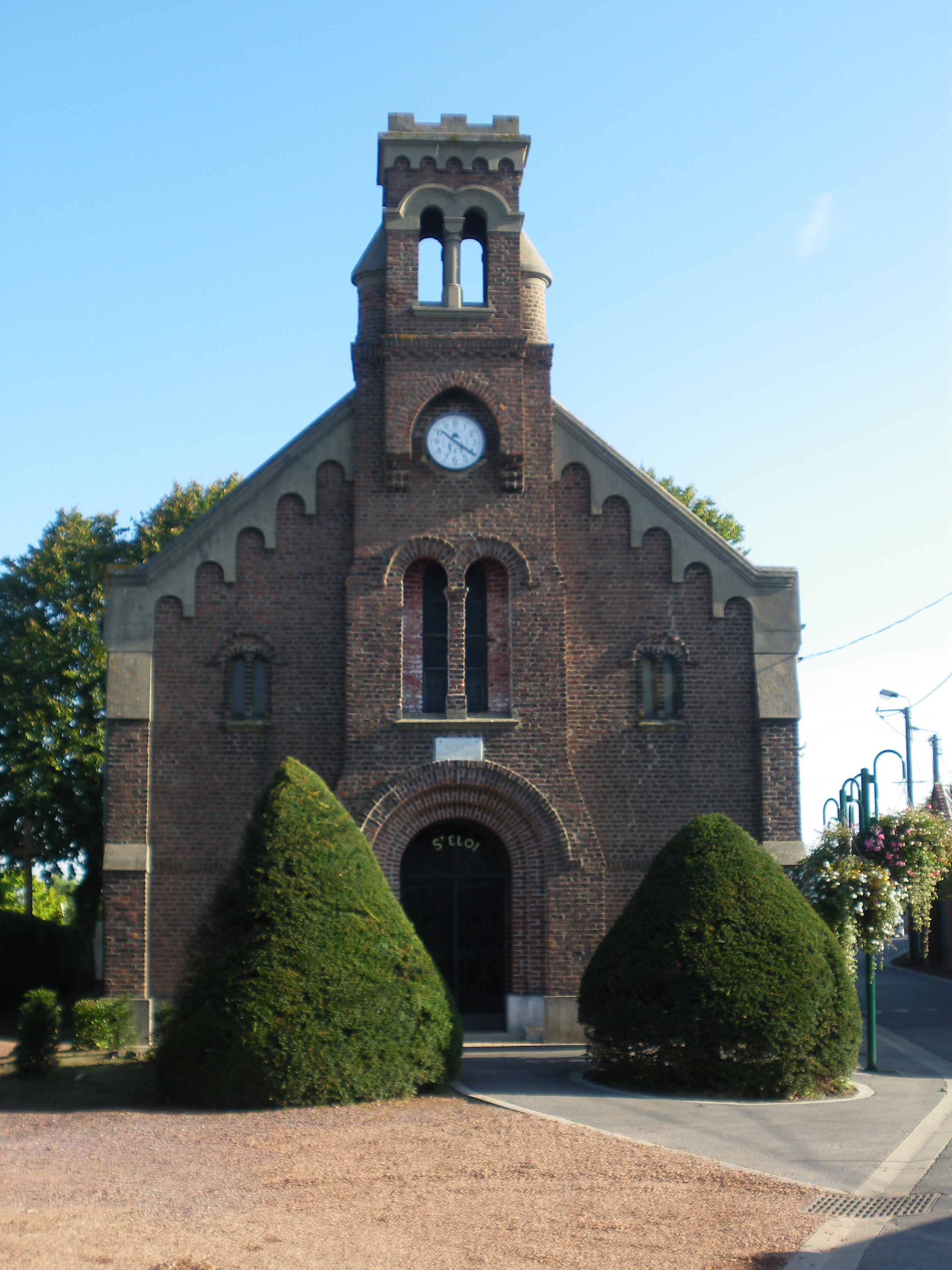
Kapelle Saint-Éloi
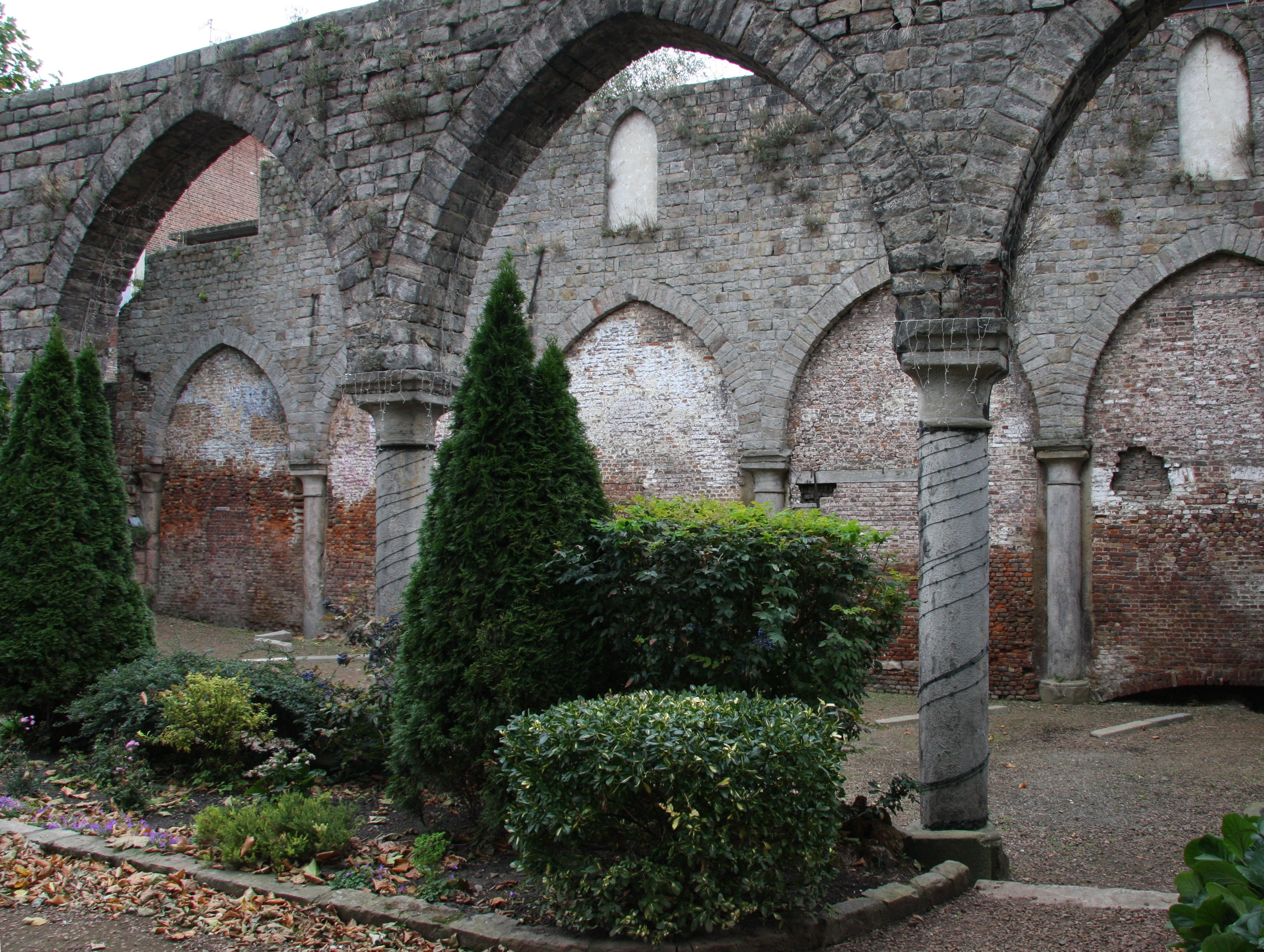
Ruinen der Rekollekten-Kirche
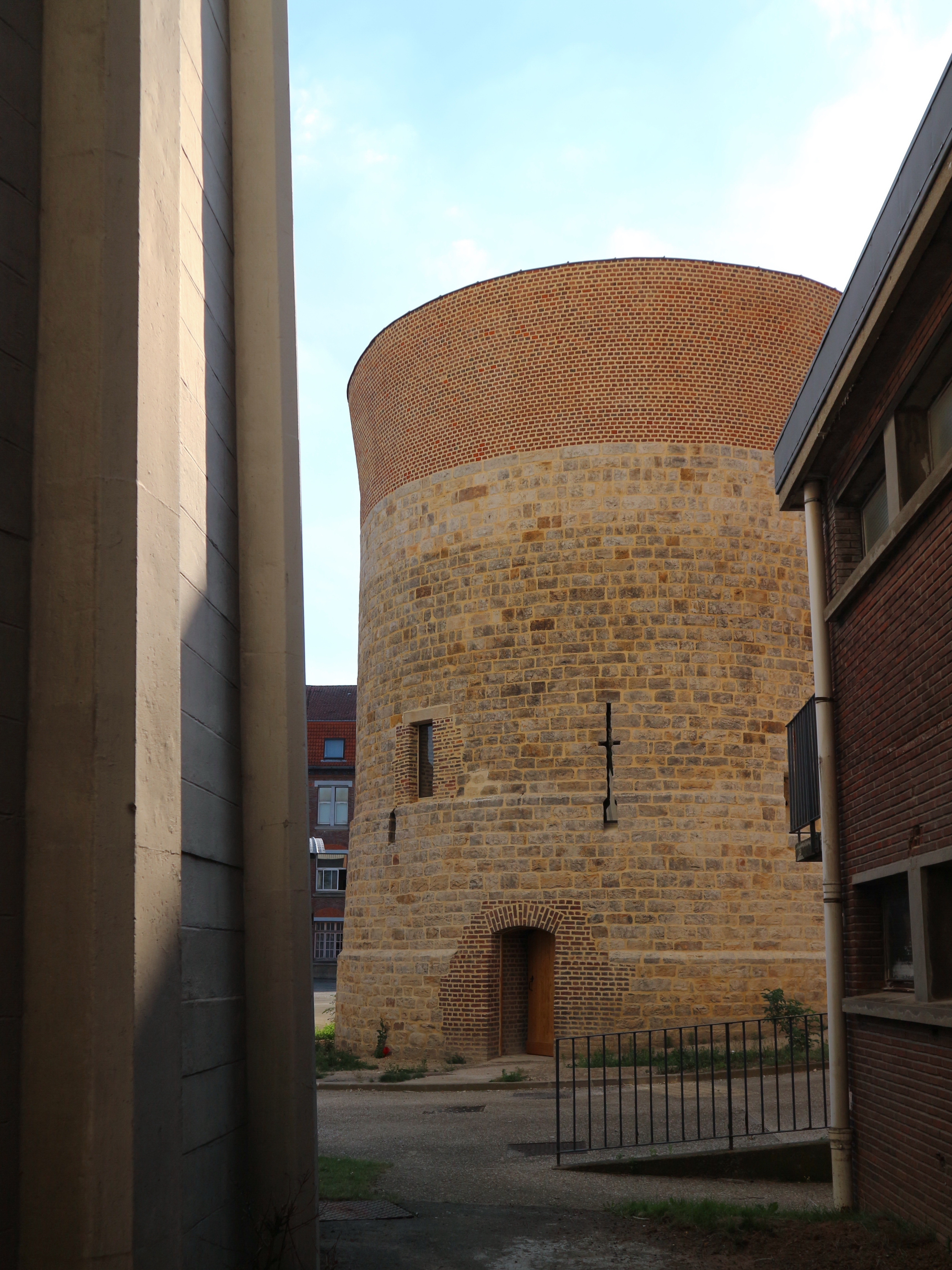
Turm St. Ignatius
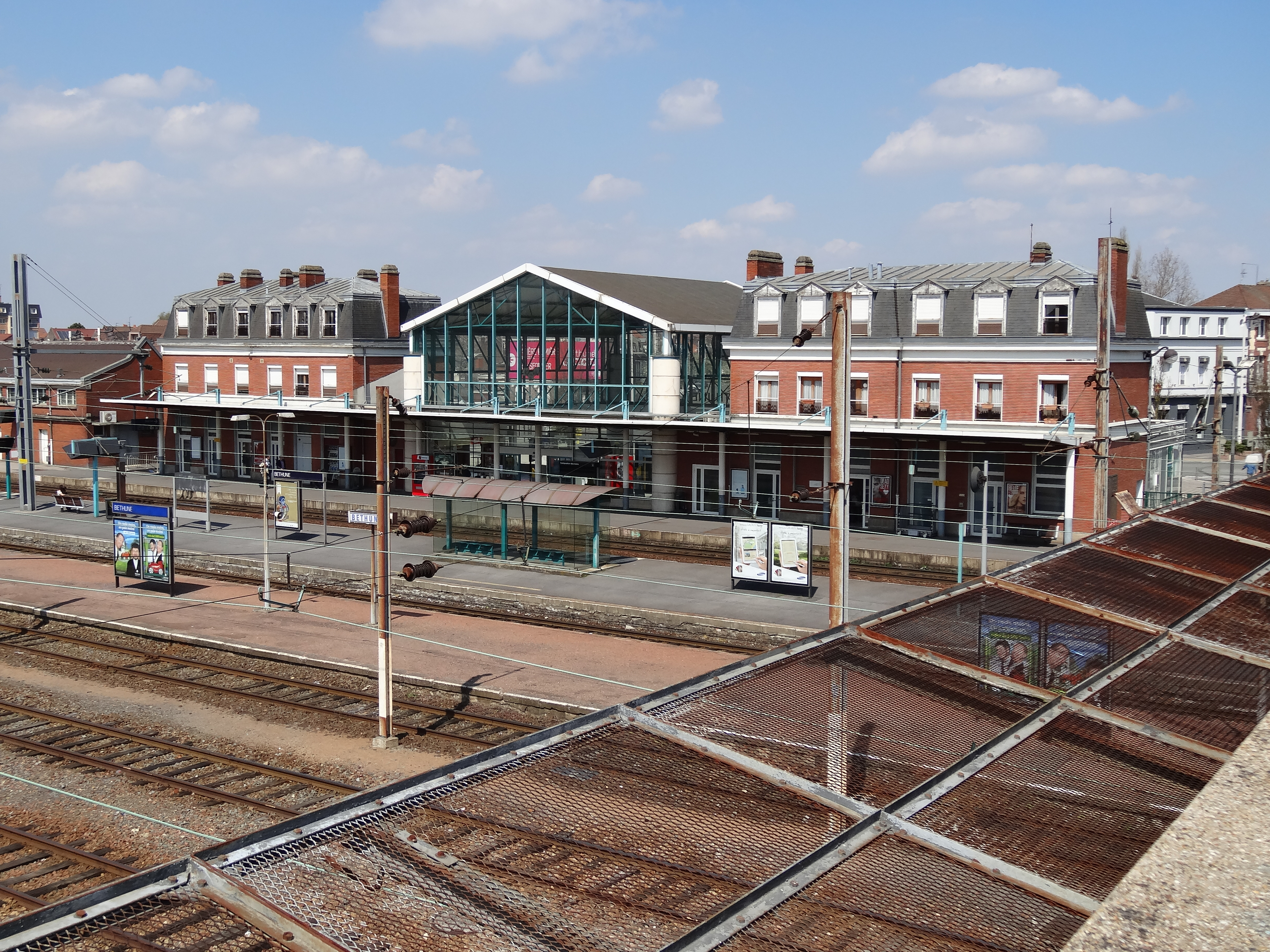
Bahnhof Béthune
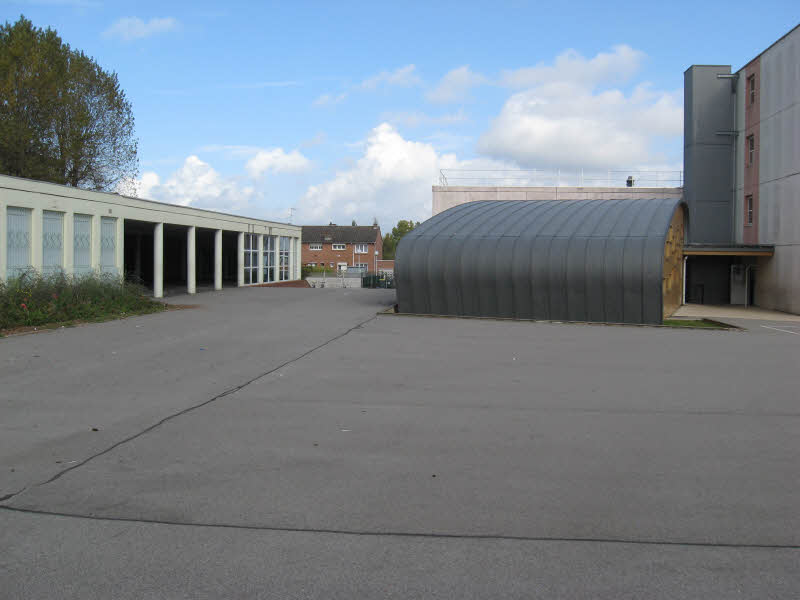
Mehrzweckhalle

- ehemalige Stadtbefestigung
- Justizpalast, Monument historique
- Theater

- Rathaus (Hôtel de ville)
- Kirche Saint-Vaast, Monument historique
- Belfried
- Kapelle Saint-Pry
- Kapelle Saint-Éloi
- Ruinen der Rekollekten-Kirche
- Turm St. Ignatius
- Bahnhof Béthune
- Mehrzweckhalle

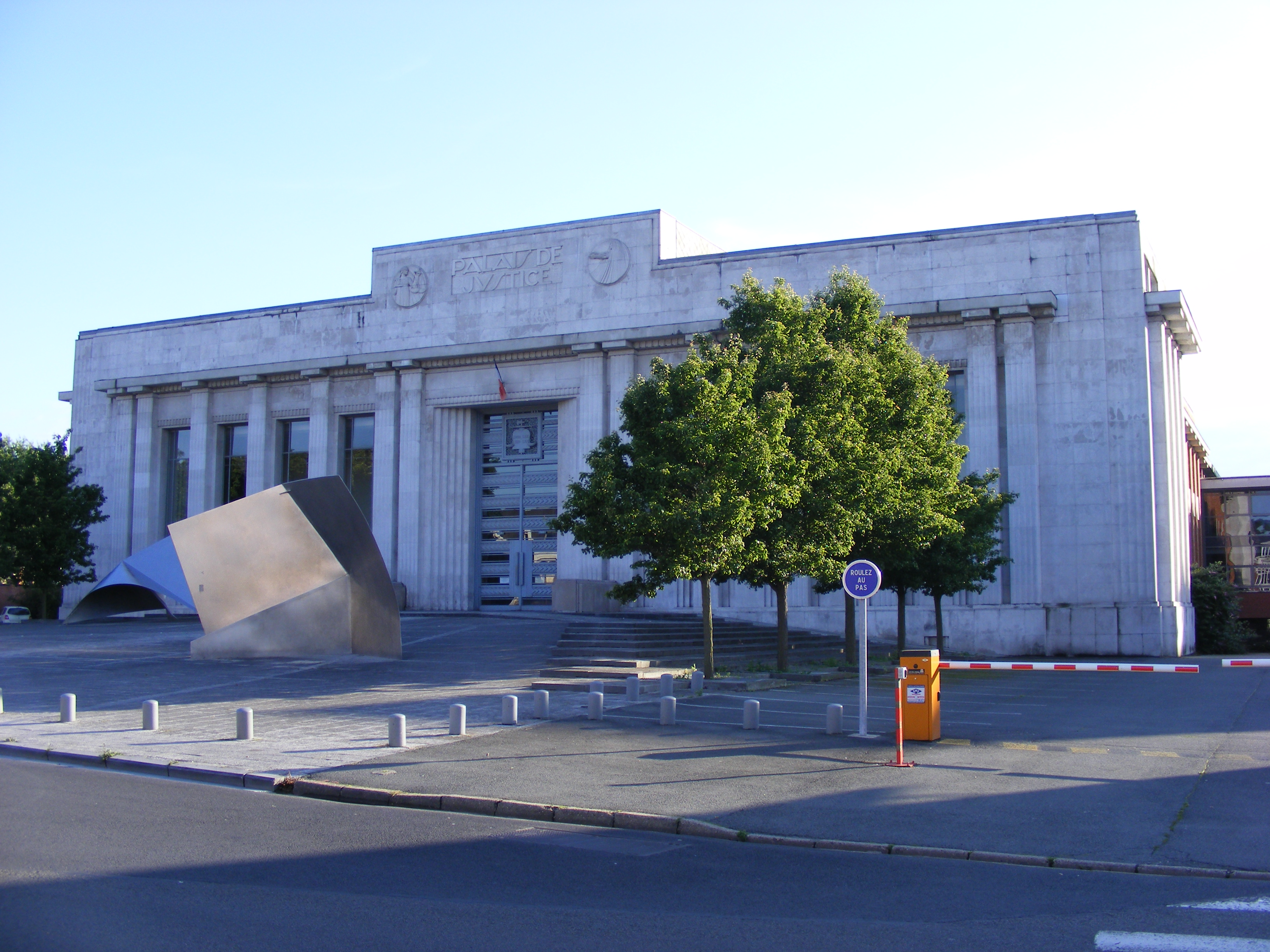
Justizpalast
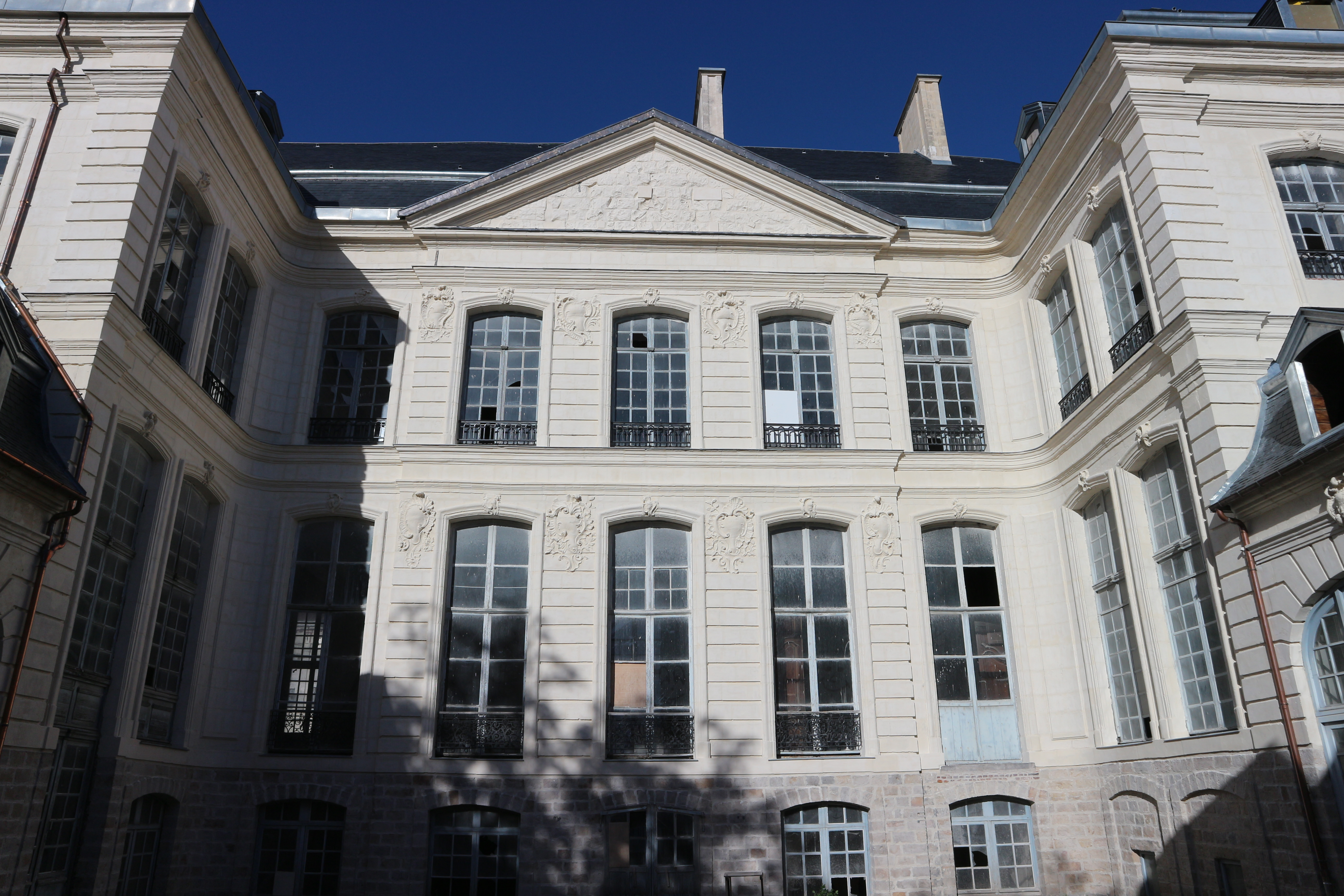
Hotel Beaulaincourt, früherer Justizpalast
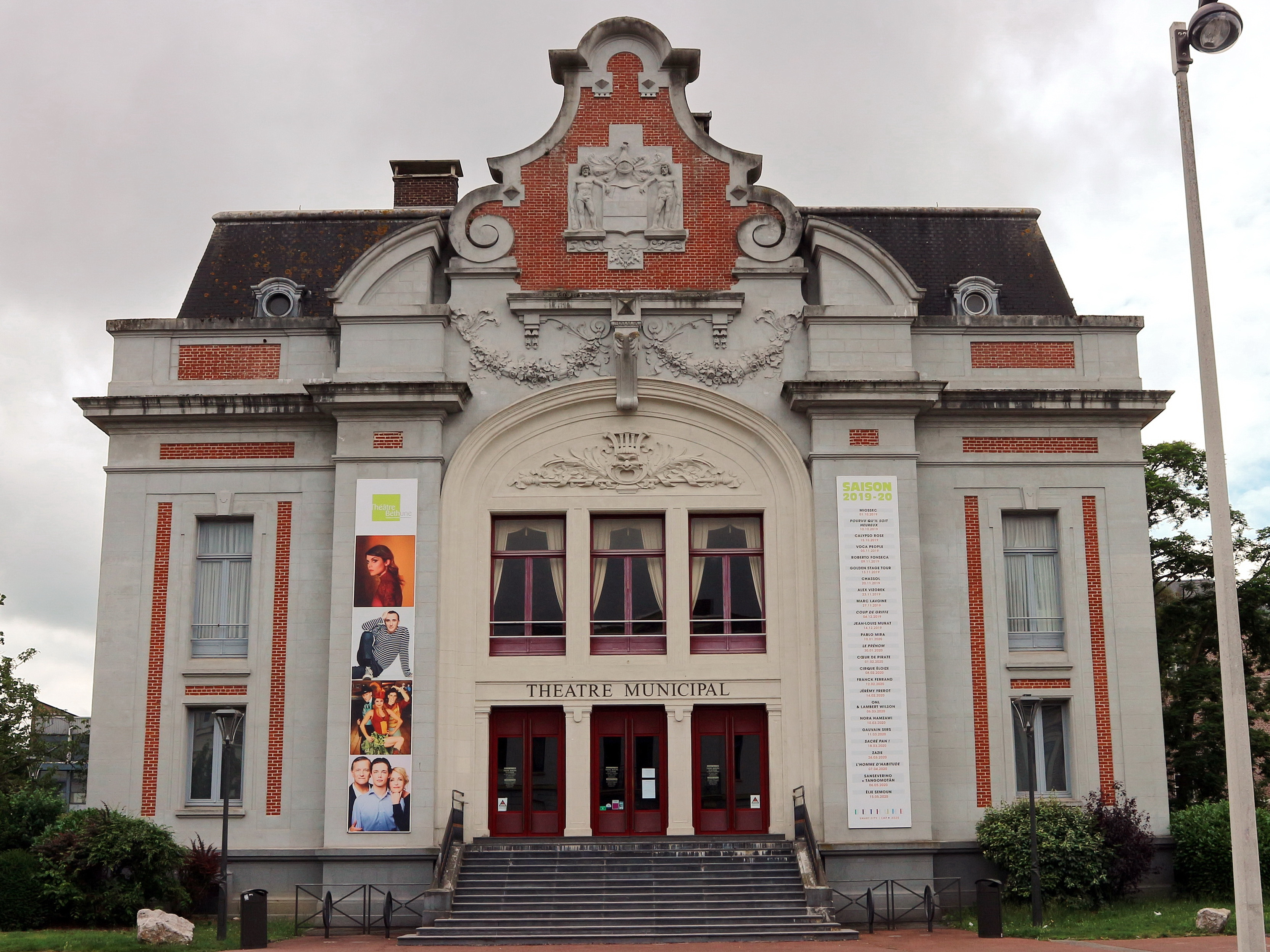
Theater Béthune
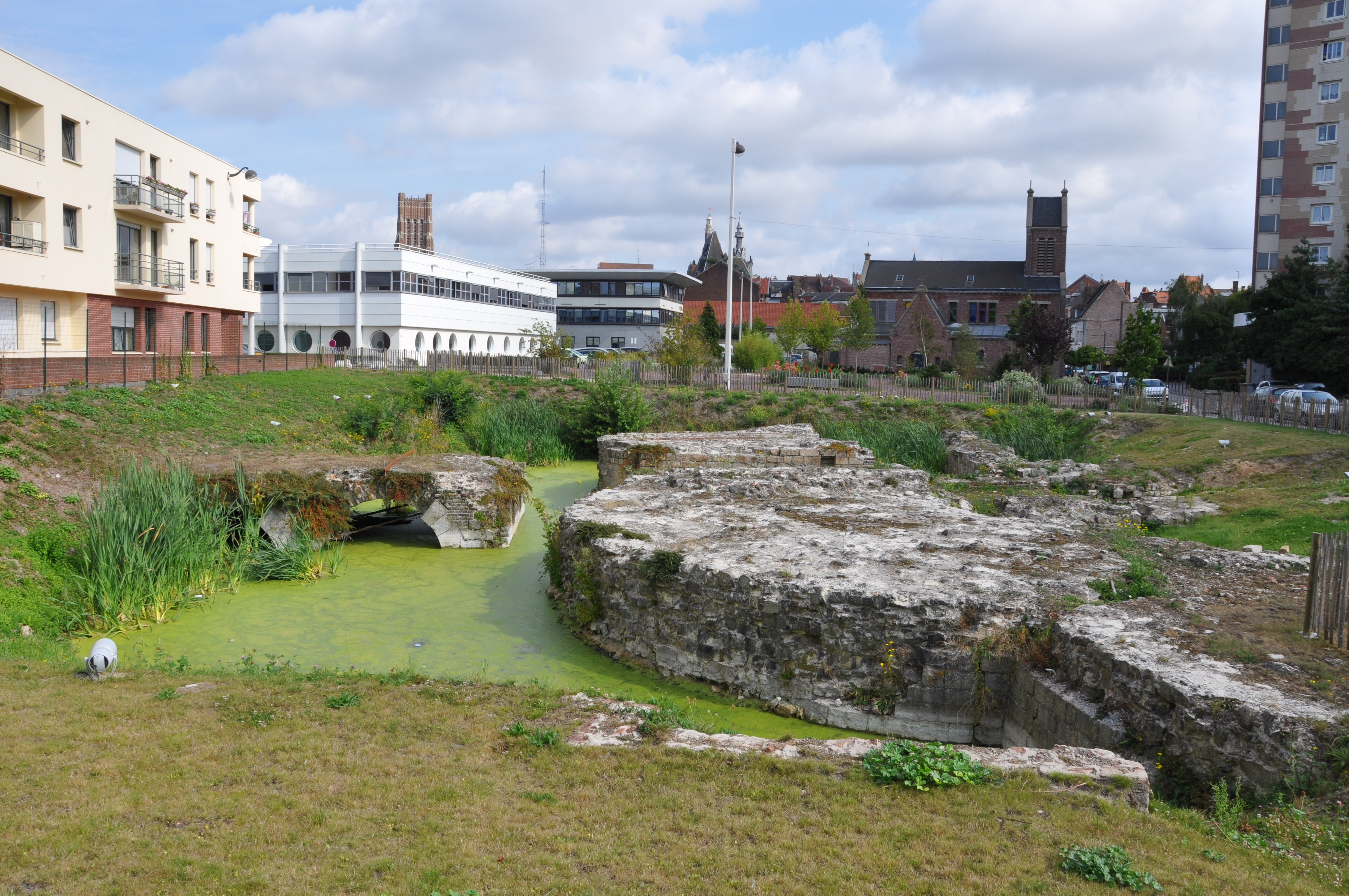
Bastion Saint-Pry als Teil der alten Stadtbefestigung
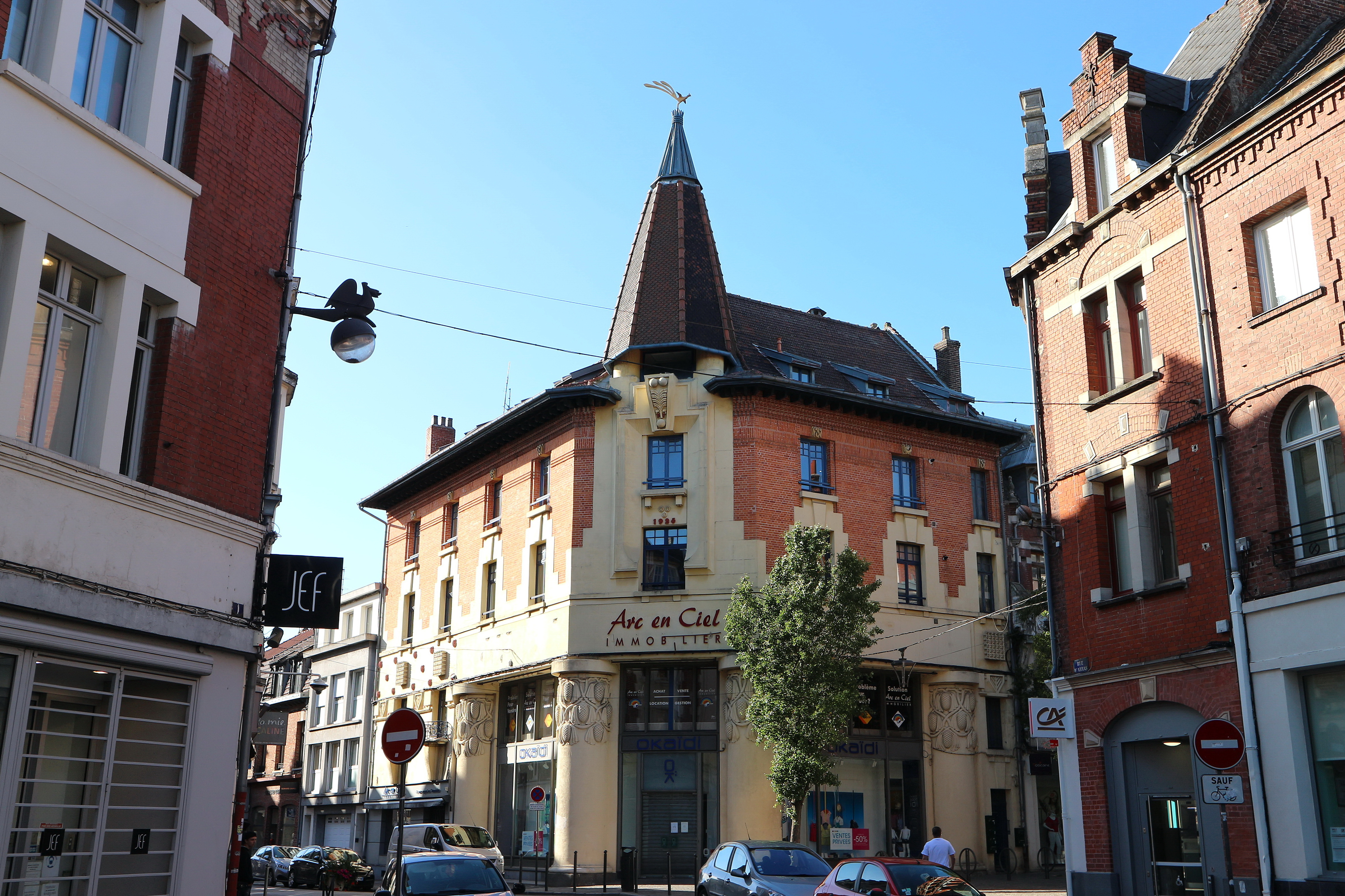
Ehemaliges Bücherhaus Fournier
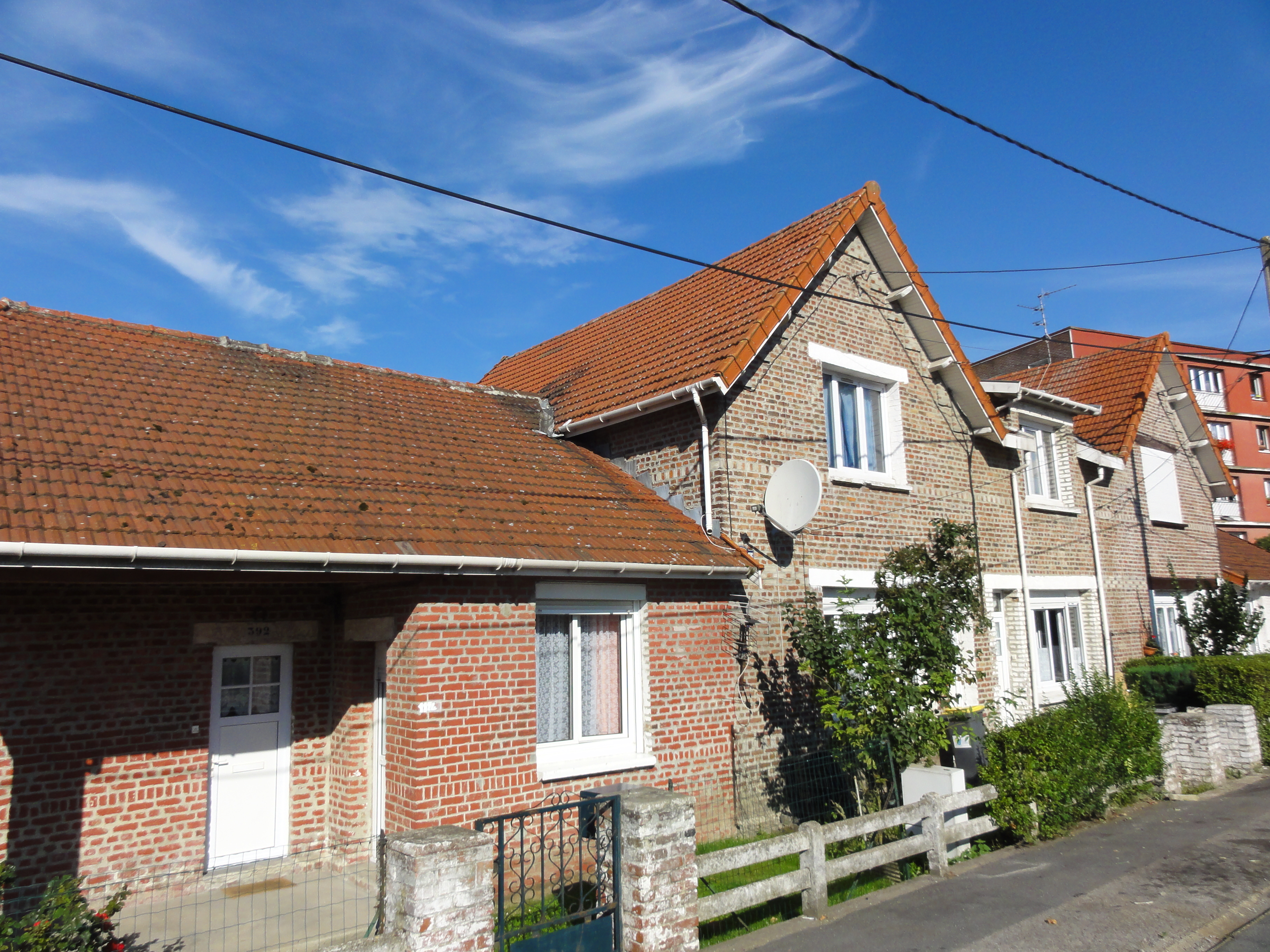
Ehemalige Bergarbeiterhäuser der Zeche Nr. 11
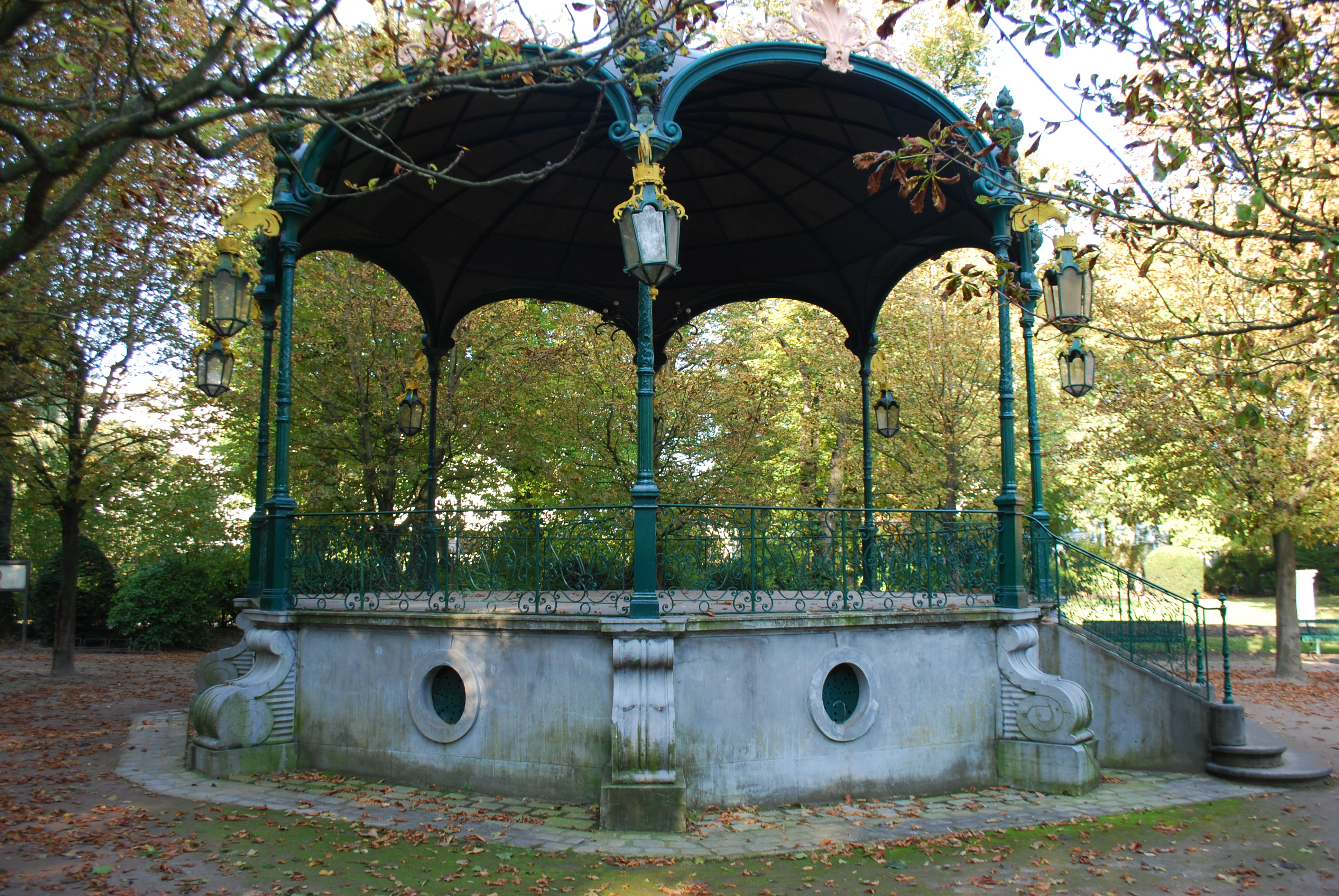
Parkpavillon
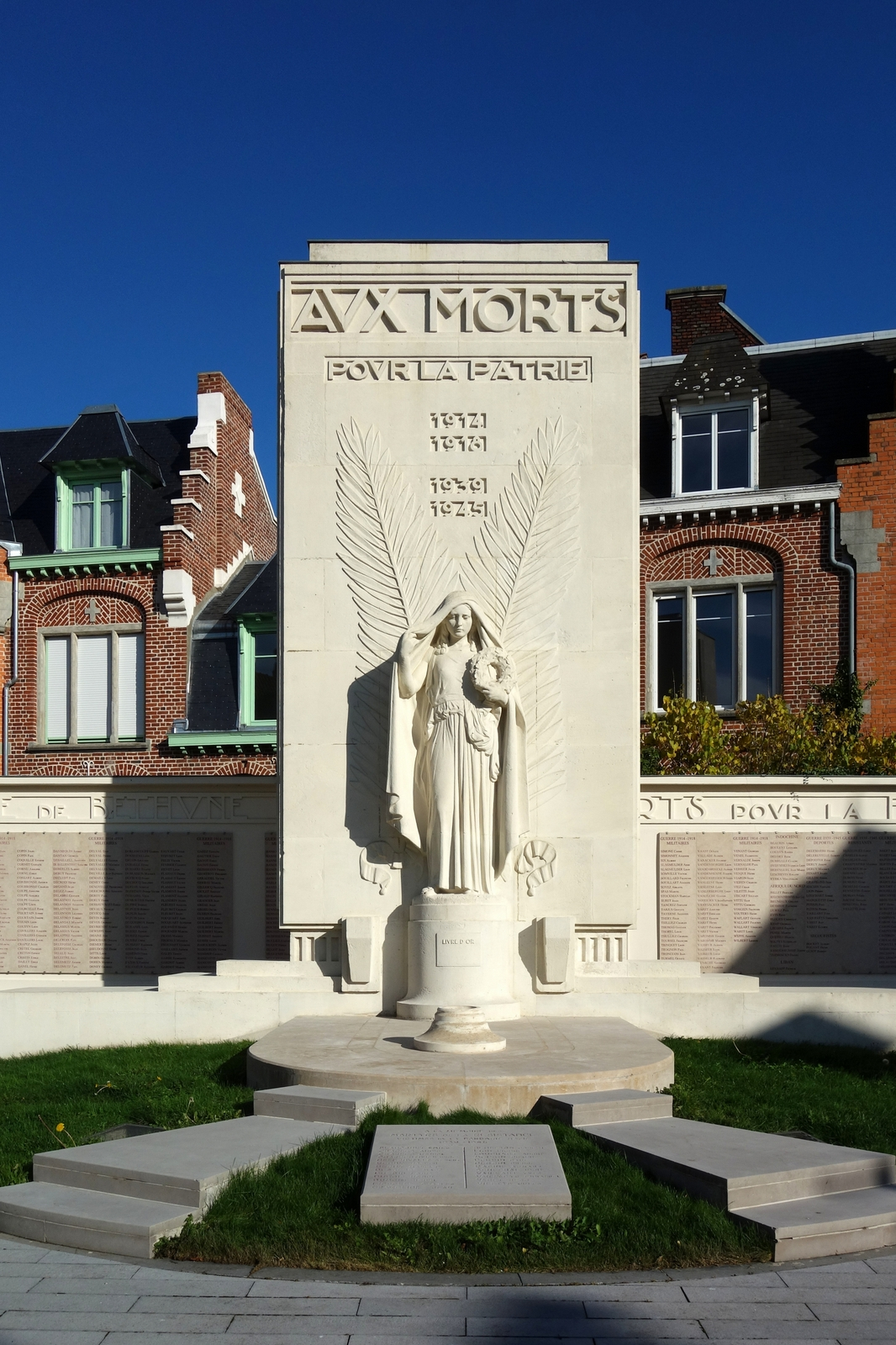
Gefallenendenkmal

## Partnerstädte
- Schwerte (Deutschland), seit 1960
- Hastings (Vereinigtes Königreich), seit 1966

## Persönlichkeiten
- Grafen, Markgrafen und Fürsten von Béthune (Adelsgeschlecht)
- Jocelyn Blanchard (* 1972), Fußballer
- Jean Buridan (1300–1358), Philosoph
- Antoine Busnois (1430–1492), Komponist und Dichter
- Colin Dagba (* 1998), Fußballspieler
- Aristide Delannoy (1874–1911), Zeichner
- Sabrina Delannoy (* 1986), Fußballspielerin
- Nicolas Fauvergue (* 1984), Fußballspieler
- Sébastien Huyghe (* 1969), Politiker
- Pierre de Manchicourt (um 1510–1564), flämischer Komponist
- Monique Morelli (1923–1993), Chansonsängerin
- Fabien Roussel (* 1969), Politiker
- Clotilde Valter (* 1962), Politikerin, Staatssekretärin